# Guggenheimovo muzeum

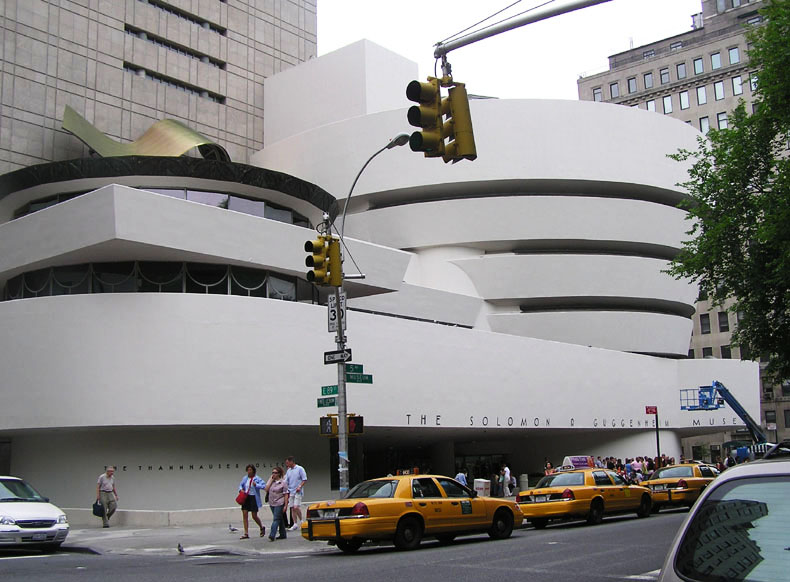
Guggenheimovo museum z Páté avenue

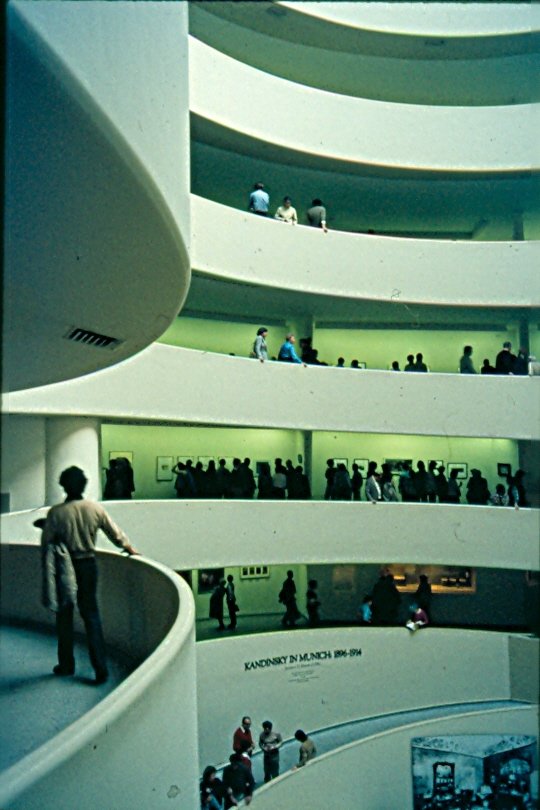
Galerie uvnitř

Guggenheimovo muzeum čili The Solomon R. Guggenheim Museum v New Yorku je jedna z nejznámějších galerií moderního umění. Stojí na rohu Páté Avenue a 89. Street, mezi Central Park a East River v horním Manhattanu. Budovu muzea navrhl architekt Frank Lloyd Wright.
Později vznikla další muzea Guggenheimovy nadace v Benátkách, Bilbau, Berlíně, Las Vegas a Guadalajaře v Mexiku.

## Muzeum a budova
Muzeum založila a od roku 1937 spravuje nadace Solomon R. Guggenheima a Guggenheimovy sbírky tvoří jeho základ. Z podnětu první ředitelky muzea H. von Rebay začal Guggenheim počátkem 30. let sbírat moderní umění. Nakoupil díla Vasilije Kandinského a mnoha dalších, roku 1937 založil Guggenheimovu nadaci (Solomon R. Guggenheim Foundation) na podporu moderního umění a roku 1939 otevřel v New Yorku Museum of Non-Objective Art, kde zpřístupnil své sbírky. Roku 1943 pověřil architekta Franka Lloyda Wrighta, aby navrhl novou budovu muzea. Na projektu spolupracoval konstruktér českého původu Jaroslav Josef Polívka, který vyřešil konstrukci stoupající rampy ve volném prostoru bez nutnosti podpory sloupů. Projekt budovy provázela kritika objednavatele, Wright jej přepracoval pouze v detailech. Guggenheimovo muzeum bylo postaveno teprve po Wrightově smrti v letech 1956-1959.
Nápadná a provokativní, i když poměrně malá cylindrická budova ostře kontrastuje s výškovými pravoúhlými objekty o 20 až 60 patrech ve svém okolí. Vyvolala zprvu kritiku za nedostatečnou zastavěnost parcely v luxusní lokalitě. Interiér je řešen na půdorysu soustředných kružnic s obvodovou rampou do spirály, což byl ve své době první bezbariérový objekt a první "open space" muzea. Sály nečleněné okny umožňují libovolné šířkové rozměry artefaktů, denní světlo prosvěcuje pouze hlavní prostor kupolí se skleněnými čočkami. Galerijním exponátům to vyhovuje, pro ochranu obrazů je vhodnější tlumené umělé světlo. V roce 1992 k první budově přibyla vyšší a pravidelná věž podle návrhu G. Siegela. Tento celek dnes patří k „ikonám“ architektury města New Yorku, často se v ní a kolem ní filmuje.

## Sbírky

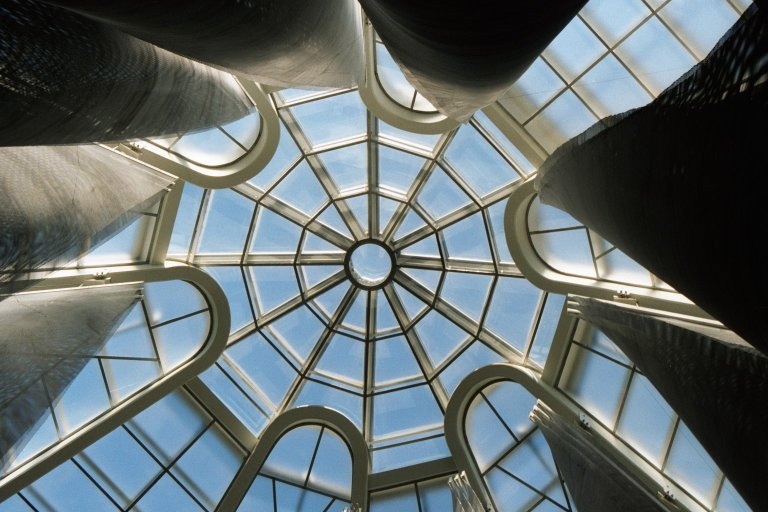
Kopule z podhledu

Jádrem sbírek Solomon R. Guggenheim Museum je původní sbírka otce Salomona Guggenheima. Orientovala se na osobnosti první, tedy meziválečné generace tvůrců abstraktního umění, především Francouzů a ruských emigrantů kolem centra v Paříži. Z obrazů Vasilije Kandinského jsou zde například obrazy V černém čtverci  a Kompozice 8  z roku 1923. Dále je zde Kontrast forem  od Fernanda Légera nebo Simultánní okno Roberta Delaunaye. Později ale kupoval Guggenheim i díla Marca Chagalla, například Paříž viděná oknem  a Zelený houslista .
Z pozůstalosti obchodníka Karla Nierendorfa získalo muzeum v roce 1948 730 předmětů, mimo jiné 110 děl Paula Klee, 24 od L. Feiningera, 18 Kandinských, šest Chagallů a dva obrazy Joana Miró. Oskar Kokoschka zde zastupuje Expresionismus a M. Beckmann Surrealismus. Ze soch je zde Adam a Eva  od C. Brancusiho a mnoho dalších. Cézannův Muž se založenýma rukama z roku 1899 překračuje hranici 20. století.
Po otcově smrti v roce 1949 koncepci galerie převzala jeho neteř Marguerite (= Peggy) Guggenheimová a spolu s Hillou Rebayovou se rozhodly zaměřit akvizice také na současníky americké abstrakce a mladé tvůrce poválečné generace. Tak získaly například díla Jacksona Pollocka.
Nákupem Thannhauser Collection se roku 1963 sbírky rozšířily o díla impresionistů: Kopce u Saint-Rémy od Vincent van Gogha, Haere Mai od Paul Gauguina, Před zrcadlem od Édouard Maneta a Pissarrova Krajina u Pontoise z roku 1867, zatím nejstarší obraz sbírky. Od P. Picassa je zde Le Moulin de la Galette , Žena se žlutými vlasy  a Harmonikář , takže Guggenheim má jednu z největších veřejných sbírek tohoto malíře.
Od počátku 90. let se sbírky rozšířila o díla minimalistického a konceptuálního umění a fotografie.

## Galerie

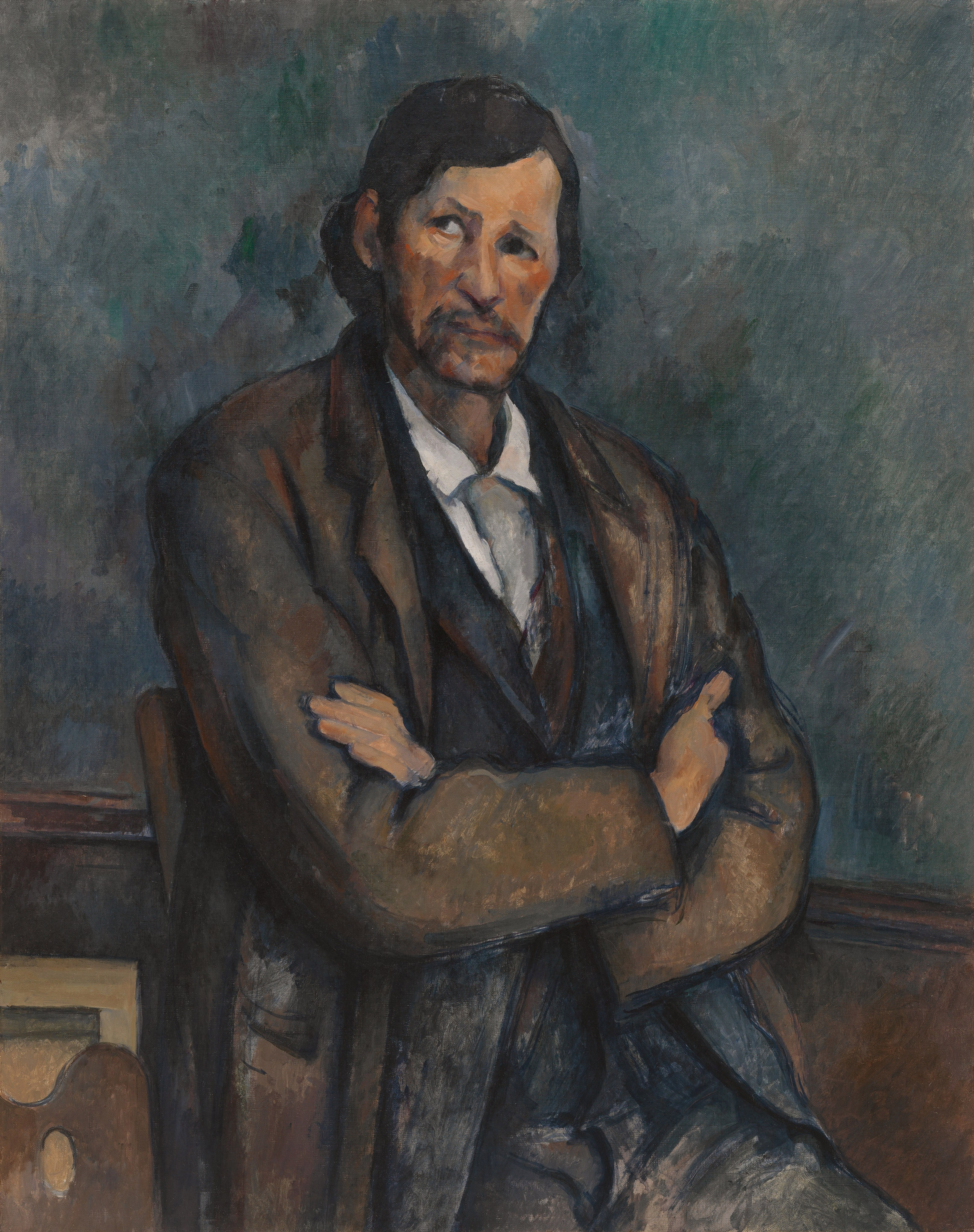
Paul Cézanne: Muž se založenýma rukama
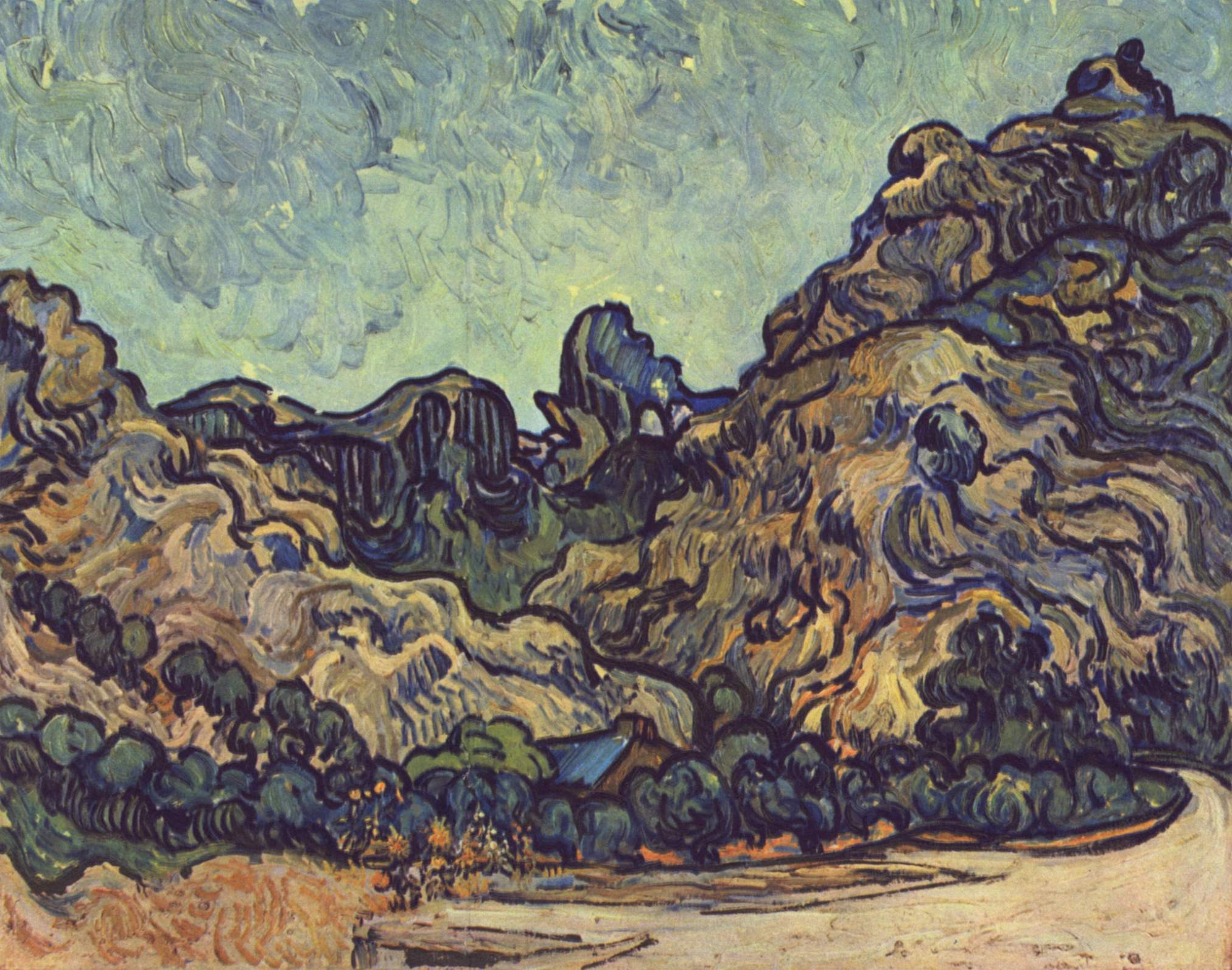
Vincent van Gogh: Kopce u Saint-Rémy
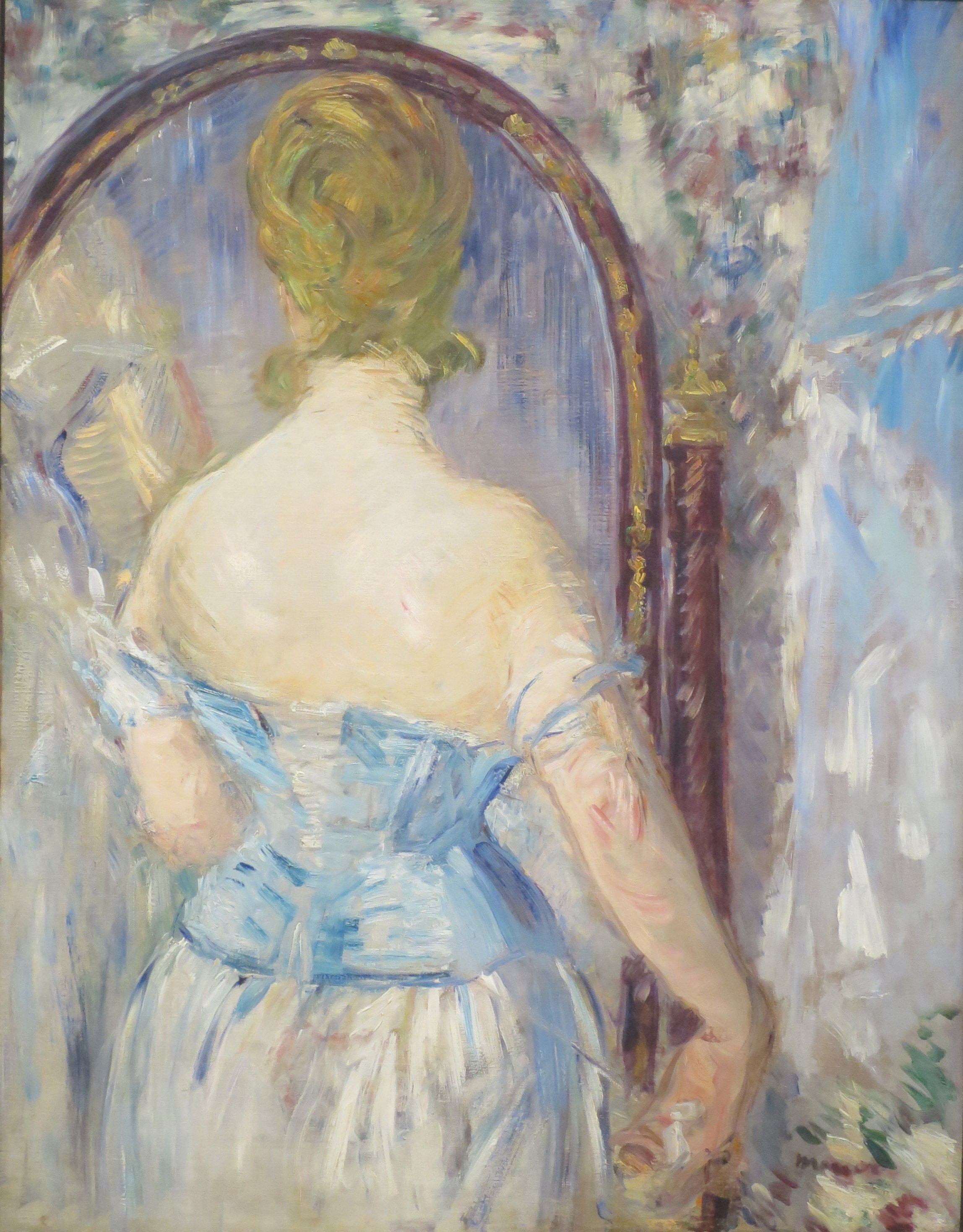
Edouard Manet: Před zrcadlem
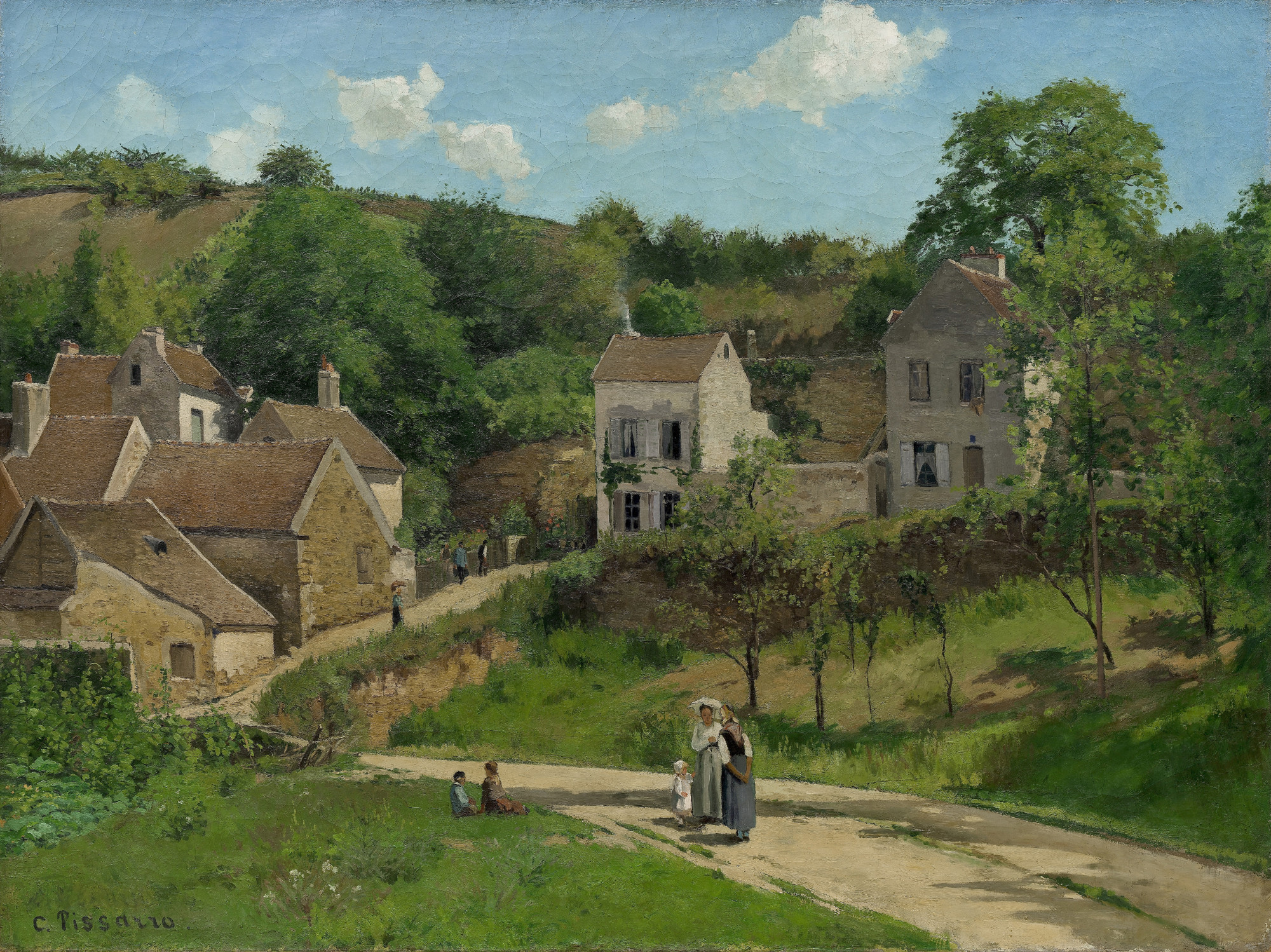
Camille Pissarro: Krajina u Pontoise
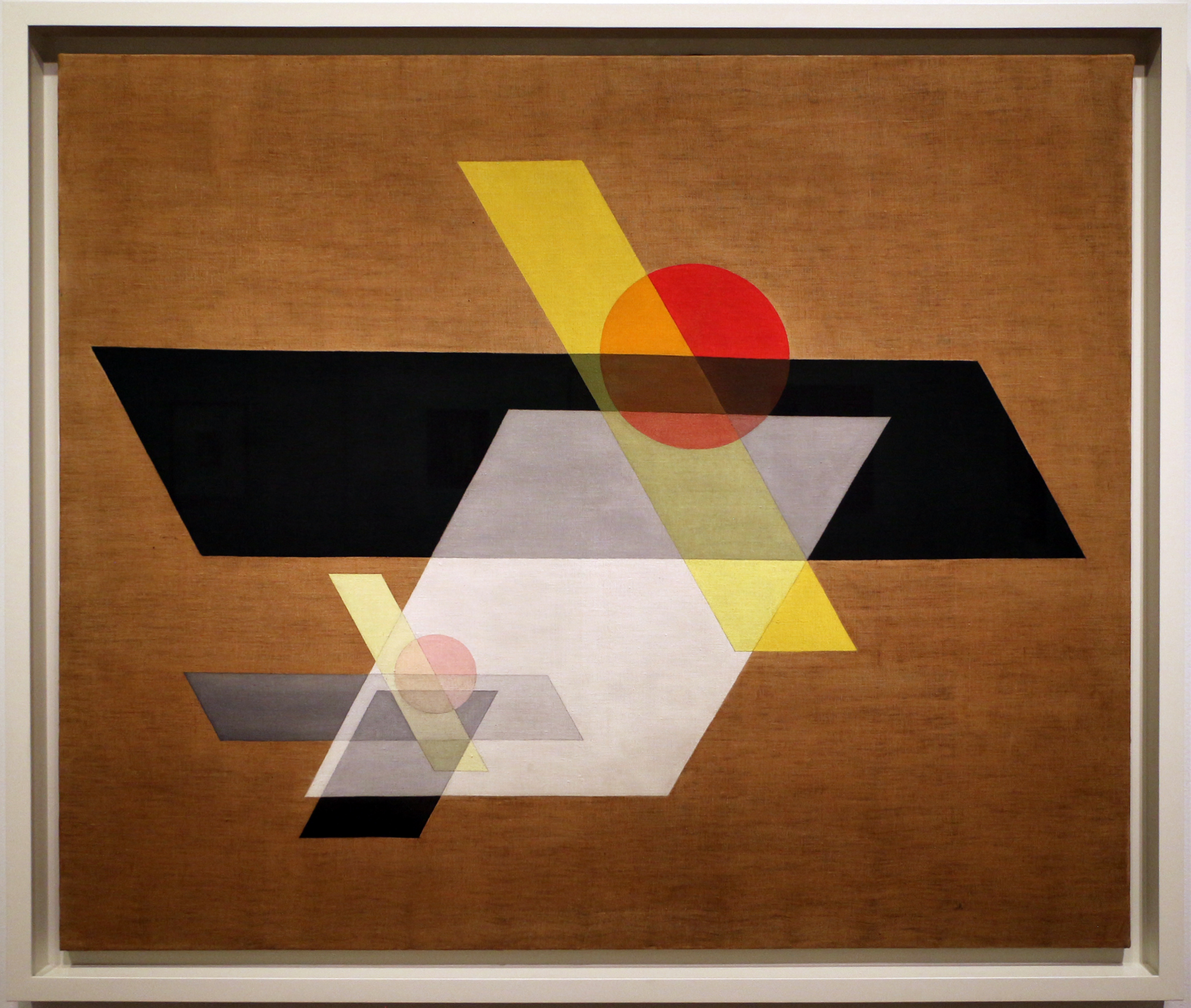
László Moholy-Nagy: A II, 1924
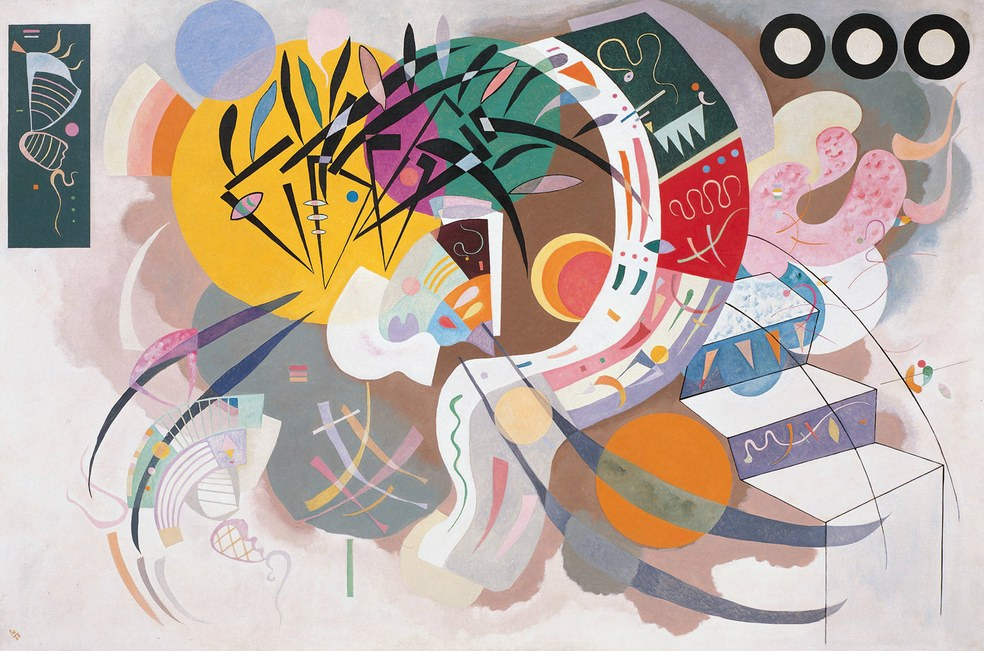
Vassily Kandinsky: Dominantní křivka, 1936
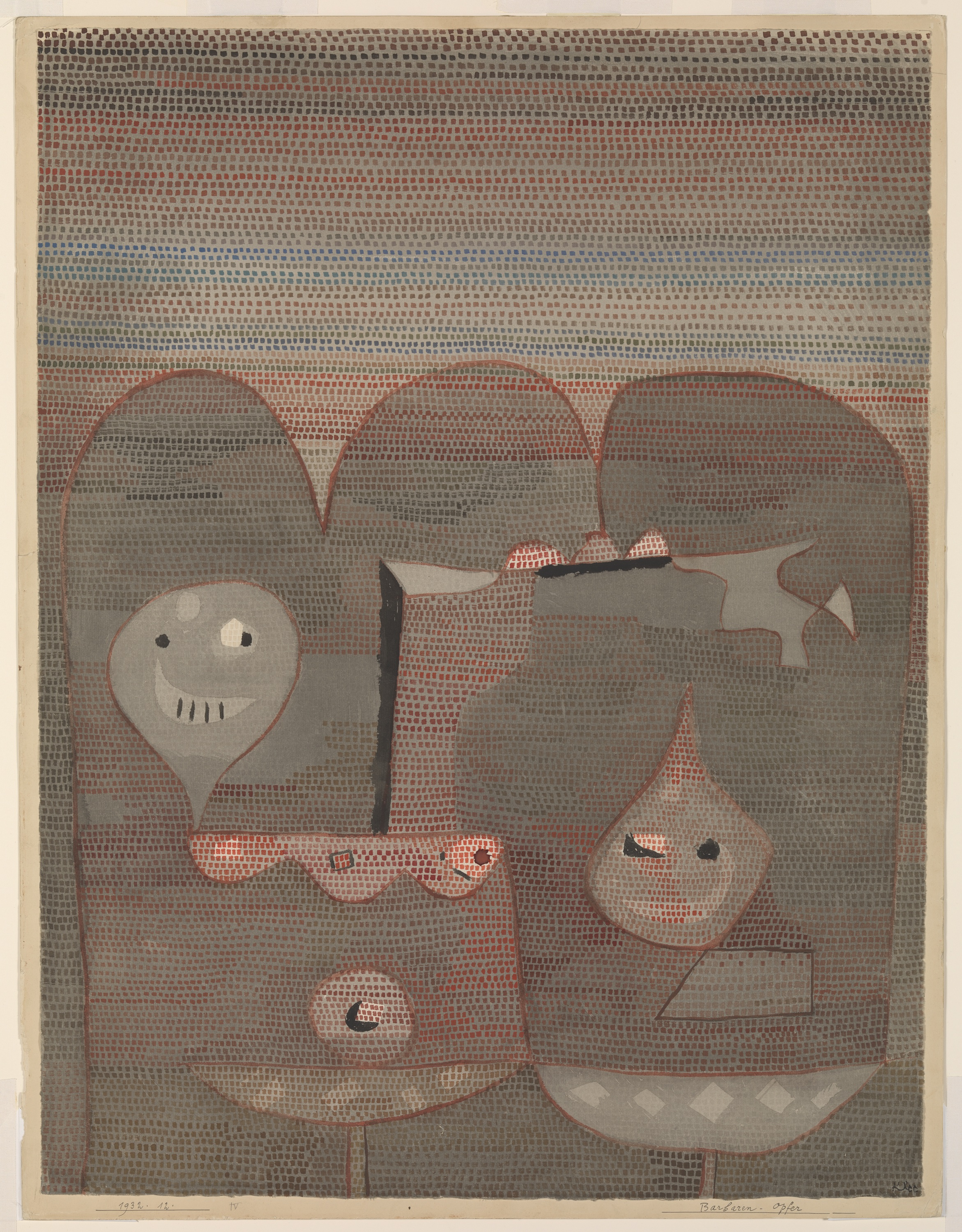
Paul Klee: Barbarská obětina